# NAPG
NAPG (англ. NSF attachment protein gamma) – білок, який кодується однойменним геном, розташованим у людей на короткому плечі 18-ї хромосоми. Довжина поліпептидного ланцюга білка становить 312 амінокислот, а молекулярна маса — 34 746.
| 10         |  | 20         |  | 30         |  | 40         |  | 50         |
| ---------- |  | ---------- |  | ---------- |  | ---------- |  | ---------- |
| MAAQKINEGL |  | EHLAKAEKYL |  | KTGFLKWKPD |  | YDSAASEYGK |  | AAVAFKNAKQ |
| FEQAKDACLR |  | EAVAHENNRA |  | LFHAAKAYEQ |  | AGMMLKEMQK |  | LPEAVQLIEK |
| ASMMYLENGT |  | PDTAAMALER |  | AGKLIENVDP |  | EKAVQLYQQT |  | ANVFENEERL |
| RQAVELLGKA |  | SRLLVRGRRF |  | DEAALSIQKE |  | KNIYKEIENY |  | PTCYKKTIAQ |
| VLVHLHRNDY |  | VAAERCVRES |  | YSIPGFNGSE |  | DCAALEQLLE |  | GYDQQDQDQV |
| SDVCNSPLFK |  | YMDNDYAKLG |  | LSLVVPGGGI |  | KKKSPATPQA |  | KPDGVTATAA |
| DEEEDEYSGG |  | LC         |  |            |  |            |  |            |

A: Аланін

C: Цистеїн

D: Аспарагінова кислота

E: Глутамінова кислота

F: Фенілаланін

G: Гліцин

H: Гістидин

I: Ізолейцин

K: Лізин

L: Лейцин

M: Метіонін

N: Аспарагін

P: Пролін

Q: Глутамін

R: Аргінін

S: Серин

T: Треонін

V: Валін

W: Триптофан

Кодований геном білок за функцією належить до фосфопротеїнів. 
Задіяний у таких біологічних процесах, як транспорт, транспорт білків, транспорт між ендоплазматичним ретикулумом і апаратом Гольджі, альтернативний сплайсинг. 
Локалізований у мембрані.